# The Winner and the Spoils
The Winner and the Spoils è un cortometraggio muto del 1912 diretto da Oscar Apfel.

## Produzione
Il film fu prodotto dalla Majestic Motion Picture Company.

## Distribuzione
Distribuito dalla Film Supply Company, il film - un cortometraggio in una bobina - uscì nelle sale cinematografiche statunitensi l'8 ottobre 1912. Il 25 gennaio 1913, venne distribuito nel Regno Unito.